# Comités de défense de la révolution
Pour les articles homonymes, voir CDR.

Emblème des Comités de défense de la révolution.

Les Comités de défense de la révolution (en espagnol : Comités de Defensa de la Revolución ou CDR) sont une organisation populaire de masse cubaine liée au Parti communiste cubain, chargée de défendre les intérêts de la révolution cubaine et de promouvoir les acquis de celles-ci dans divers domaines (éducation, santé, production, etc.).

## Historique
Le système des CDR a été constitué le 28 septembre 1960, à la suite d'attentats meurtriers dans l'ile. Le gouvernement cubain estimait essentiel d'associer la population aux efforts de défense. Leur rôle premier était d'enrayer les sabotages organisés par les contre-révolutionnaires, et leur slogan initial "¡En cada barrio, Revolución!" (« Dans chaque quartier, révolution ! »). À cette tache initiale s'en ajoute d'autres, dans l'optique de soutenir les grandes causes de la révolution : campagnes d'alphabétisation, de vaccination, d'aide aux victimes d'un ouragan, élaboration des listes de candidatures pour les élections provinciales et législatives, etc. 
En 1997, à l'occasion de leur cinquième Congrès, les CDR revendiquaient 8 millions de membres, sur une population totale de 11 millions d'habitants. L'inscription est ouverte à toute de personne d'au moins 14 ans, mais n'est pas obligatoire.

## Missions et organisation
L'objectif premier a été de démasquer les opposants à la révolution par des volontaires.
Il existe un Comité de défense par pâté de maisons regroupant des citoyens volontaires et dont chaque président est élu par les autres membres. Il n'est pas nécessaire d’être membre du Parti communiste pour devenir président d'un CDR, mais cette charge ne donne lieu à aucune rémunération,. Les missions des CDR sont aujourd'hui aussi diverses que, par exemple : 
- l'entretien de la voirie ;
- la protection civile ;
- la distribution des biens d'équipement en provenance des « pays frères » ;
- la collecte des produits recyclables dans le but de lutter contre la pénurie des matières premières ;
- l'organisation des campagnes de vaccination et de dons de sang ;
- la préparation des élections aux diverses assemblées ;
- la surveillance des individus jugés « contre-révolutionnaires » (dissidents, délinquants, marginaux, etc.) ;
- la mobilisation des citoyens lors de manifestations de masse (notamment contre les États-Unis) ou lors de festivités à la gloire de la révolution.

Les défenseurs du système CDR lui ajoutent un rôle très important, celui du dialogue de masse. Contrairement au Parti communiste qui rassemble moins de 800 000 personnes, les Comités permettraient à la population, en tant qu'ONG, de s'exprimer régulièrement sur divers sujets touchant à la politique et la vie commune.
Les CDR jouent un rôle essentiel en répondant aux difficultés du quotidien. Lorsque les habitants d'un quartier sont mécontents de la gestion des autorités, les comités informent les délégués de quartier des difficultés rencontrées. Lors des crises graves, par exemple face aux destructions causées par un ouragan, le gouvernement informent à leur tour le gouvernement municipal afin qu'il résolve le problème. Le plus souvent, les CDR se chargent eux-mêmes de trouver des solutions.
Le président de chaque CDR consigne le moindre évènement de la vie locale et les éventuelles anomalies. Il en fait un rapport auprès du responsable local du ministère de l'Intérieur qui réside dans le même pâté de maisons. Ce dernier en rend compte à son supérieur hiérarchique, responsable d'une manzana (unité regroupant cinq pâtés de maisons), et ainsi de suite, jusqu'aux plus hautes sphères de l'État.
Fidel Castro se trouvait ainsi quotidiennement informé de l'état de l'opinion publique dans l'île.
Les Comités de défense de la révolution ont ouvert le musée du 28 septembre dans calle Obispo de la Havane.

## Critiques
Les connaissances que les CDR accumulent, de par leurs activités, sur les quartiers et leurs habitants amènent certains groupes ou individus à les considérer comme un véritable réseau d'espionnage gouvernemental.
Selon le journaliste Oscar Paoletti, par exemple, chaque citoyen se trouverait ainsi fiché grâce à un questionnaire d'une quarantaine de points concernant les moindres détails de sa personnalité, tels que : 
- son attitude vestimentaire (qu'elle soit : normale, moderne ou extravagante) ;
- ses fréquentations ;
- ses opinions (sur ses voisins, sur la qualité des services publics, sur les dirigeants du pays, sur la révolution en général) ;
- son comportement à l'égard des manifestations organisées par le parti ou le CDR.

Ces comités contribueraient ainsi au quadrillage idéologique du pays grâce à un système fondé sur la délation, auquel chaque citoyen peut participer en fournissant à ceux-ci tous renseignements utiles qui seraient alors versés au dossier individuel de la personne. En 1962, les CDR établirent les listes des Cubains qui feront l'objet d'une rafle nocturne, depuis lors connue comme la « nuit des 3 P » (Prostitas, Proxenetas, Pajaros pour « Prostitués, Proxénètes, Pedés »). Dans son ouvrage Quand Nous étions révolutionnaires, l'écrivain Roberto Ampuero rapporte le témoignage d'un ancien prisonnier de l'UMAP. Ce dernier indique avoir été envoyé en détention après la dénonciation d'un membre des CDR car enfant il aimait la danse.
Après les manifestations d'août 1994, contre le régime castriste, chaque CDR a dû se doter d'une « Brigade de réponse rapide » pour s'opposer immédiatement à toute manifestation spontanée d'opposition. Pour Régis Debray ces brigades s'apparentaient aux squadriti de Benito Mussolini.
Les CDR sont régulièrement accusés d'user de pouvoirs coercitifs et d'entretenir la crainte au sein de la population, d'enfreindre les règles démocratiques et de porter ainsi atteinte aux Droits de l'homme. Selon les détracteurs de ce système, certains membres de ces comités (y compris des présidents) auraient usé de leurs pouvoirs pour "régler leurs comptes" personnels.

### Note
1. ↑  « Oiseaux », l’un des nombreux termes péjoratifs utilisés à Cuba pour désigner les hommes homosexuels.